# Posverdad

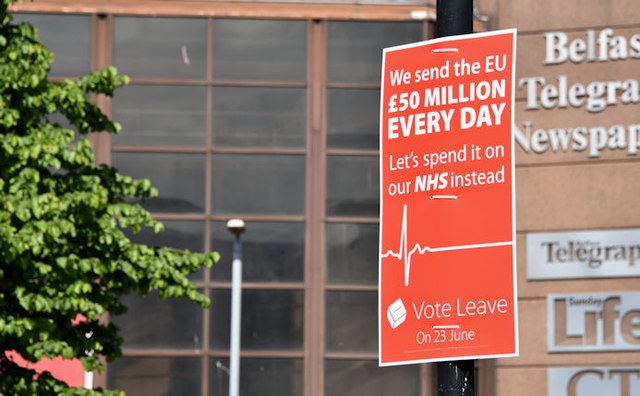
Un cartel a favor del Brexit con una afirmación falsa sobre la cuota de membresía de la Unión Europea, citado como un ejemplo de la política de la posverdad: «Cada día enviamos a la Unión Europea 50 millones de libras esterlinas: mejor gastémoslos en nuestro sistema nacional de salud».

Posverdad o mentira emotiva es un neologismo que implica la distorsión deliberada de una realidad en la que priman las emociones y las creencias personales frente a los hechos objetivos, con el fin de crear y modelar la opinión pública e influir en las actitudes sociales, tal como lo define el Diccionario de la Real Academia Española (RAE).
En cultura política, se denomina política de la posverdad (o política posfactual) a aquella en la que el debate está enmarcado ya no en apelaciones, sino en las emociones, desconectándose de los detalles de la política pública y por la reiterada afirmación de puntos de discrepancias en los cuales las réplicas fácticas o hechos, son ignoradas. La posverdad se diferencia de la tradicional disputa y falsificación de la realidad o veracidad, dándole una importancia «secundaria». En resumen, sería la idea según la cual «el que algo aparente ser verdad es más importante que la propia verdad».
Para algunos autores la posverdad es sencillamente mentira (falsedad) o estafa encubiertas en una expresión que ocultaría la tradicional propaganda política o el uso de las relaciones públicas como instrumento de manipulación mediática. 
Según el historiador italiano Steven Forti, «si hoy no cabe duda de que la posverdad es un rasgo de nuestra época... tampoco cabe duda alguna de que es la extrema derecha quien la utiliza más frecuentemente hasta convertirse en una de las características imprescindible para poderla definir y entender», hasta el punto que Forti propone llamar a la ultraderecha del siglo xxi «extrema derecha 2.0». Por ejemplo el ultraderechista ruso Aleksandr Duguin ha llegado a afirmar: «la verdad es una cuestión de creencia [...] los hechos no existen».

## Origen e historia del término posverdad
El concepto creció en popularidad a partir de la elección de Donald Trump la primera vez que ganó las elecciones a la presidencia de los Estados Unidos, y de la campaña por el Brexit. Pero, su origen, sin embargo, es de principios de la década de 1990. 
El origen del término post-truth, en inglés, de acuerdo al diccionario de Oxford, se empleó por primera vez en 1992. Lo hizo el dramaturgo serbio estadounidense Steve Tesich, en un artículo publicado en la revista The Nation. En el artículo, Tesich decía “Lamento que nosotros, como pueblo libre, hayamos decidido libremente vivir en un mundo en donde reina la posverdad.” Tesich reflexionaba en este texto sobre el escándalo Irán-Contra y la guerra del Golfo Pérsico.
El filósofo, humanista y pensador británico, A.C Grayling, asegura que la posverdad tiene su origen en la crisis económica del 2008, debido al resentimiento económico, que facilitó la exaltación de las emociones sobre temas como la inmigración, y sembró dudas sobre los políticos. Grayling también asegura que otro ingrediente clave en la cultura de la posverdad son las redes sociales.
Otro de los orígenes contemporáneos del término posverdad se le atribuye al bloguero David Roberts quien, en 2010, escribió un artículo para la revista estadounidense especializada en información medioambiental Grist, donde por primera vez se hablaba de “política de posverdad”. donde la definió como «una cultura política en la que la política (la opinión pública y la narrativa de los medios de comunicación) se han vuelto casi totalmente desconectadas de la política pública (la sustancia de lo que se legisla)». El inventor del término se refería a los políticos que negaban el cambio climático, pese a toda la evidencia científica que existía al respecto.
Algunos comentaristas políticos han identificado la política posverdad como ascendente en la política de algunos países, así como en otras áreas de debate, impulsadas por una combinación del ciclo de noticias de veinticuatro horas, de un falso equilibrio mediático, y la creciente ubicuidad de los medios sociales.
Sin embargo, en 2004, el término encontró un cierto desarrollo conceptual gracias a Ralph Keyes, quien usó el concepto «era de la posverdad» en su libro The post-truth era: dishonesty and deception in contemporary life. El mismo año, el periodista estadounidense Eric Alterman habló de un «ambiente político de la posverdad» y acuñó el término «presidencia de la posverdad» en su análisis de las declaraciones engañosas o erróneas de la Presidencia de George W. Bush tras los atentados del 11 de septiembre de 2001.
En su libro de 2004 Post-democracy, Colin Crouch utilizó el concepto «posdemocracia» para dar cuenta de un modelo de política donde «las elecciones ciertamente existen y pueden cambiar los gobiernos» pero «el debate electoral público es un espectáculo estrechamente controlado, gestionado por equipos rivales de profesionales expertos en técnicas de persuasión, y considerando una pequeña gama de temas seleccionados por esos equipos». Crouch atribuye directamente al «modelo de industria publicitaria» de la comunicación política la crisis de confianza y las acusaciones de deshonestidad que se asocian con la política de la posverdad.
Especialmente, han recurrido al término posverdad los medios de comunicación considerados profesionales, que achacan estos sucesos a la falta de criterio de una gran parte de la sociedad, que se informa por vías alternativas de dudosa credibilidad en la red, sin un grupo editor que las avale. 
El término se extendió fuertemente durante las campañas para la elección presidencial de 2016 en los Estados Unidos y el referéndum de 2016 sobre la permanencia del Reino Unido en la Unión Europea. El término pretende describir la conmoción que han supuesto el Brexit, la derrota de Hillary Clinton y el triunfo del "No" en el plebiscito por la paz en Colombia, acontecimientos que sobrepasan las expectativas racionales y responden más a cuestiones emocionales que a la razón o lógica.
El diccionario inglés Oxford declaró post-truth (posverdad) como la palabra internacional del año 2016, citando un aumento de 2 000% en su uso en comparación con 2015.
Martín Caparrós considera el término un mero sinónimo del viejo uso de la propaganda, las relaciones públicas y la comunicación estratégica como instrumentos de manipulación y control social.

## Descripción y usos

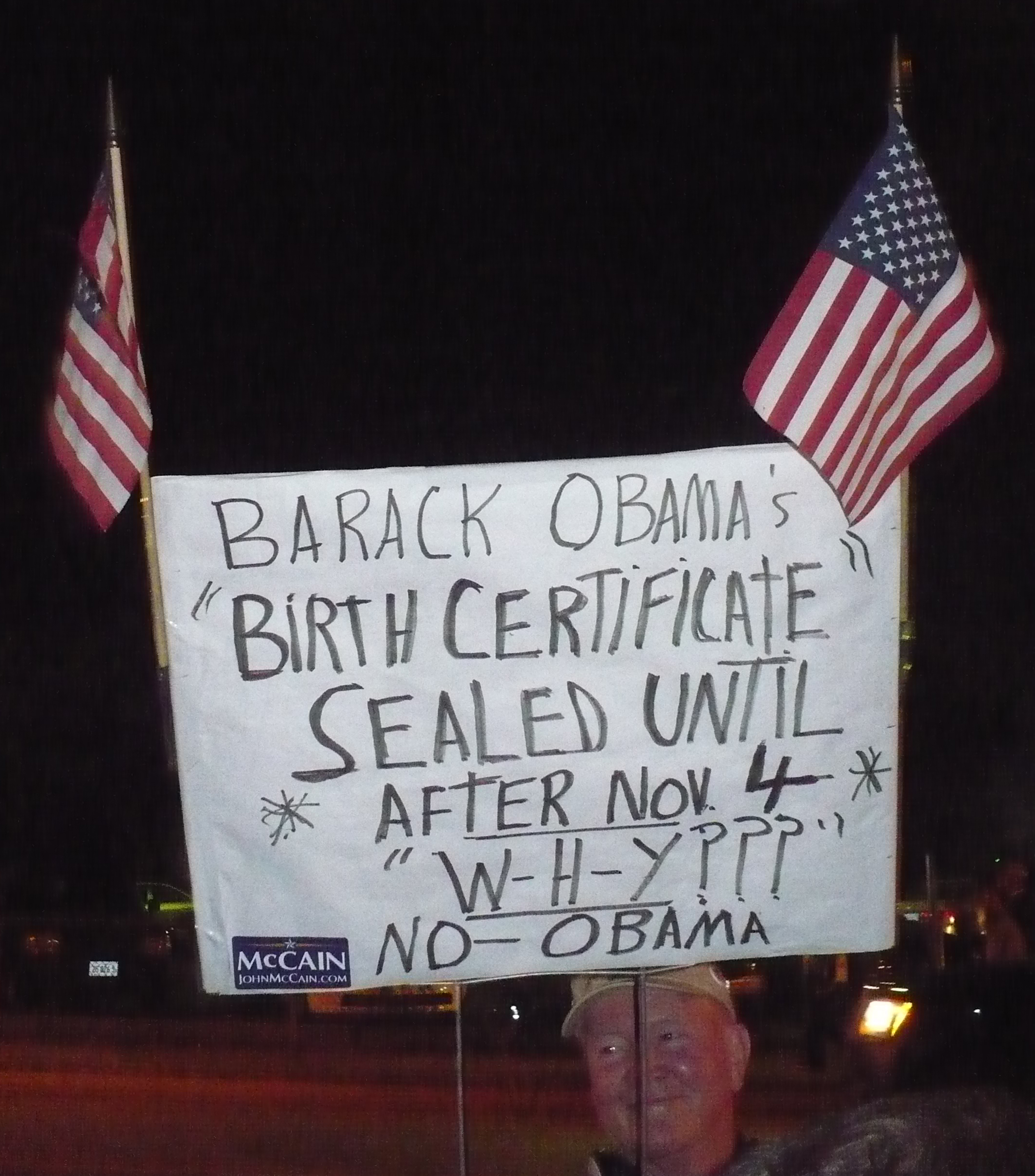
Un manifestante cuestionando la legitimidad del certificado de nacimiento de Barack Obama, considerado un ejemplo de posverdad.

Un rasgo definitorio de la política de la posverdad es que los activistas continúan repitiendo sus puntos de discusión, incluso si los medios de comunicación o los expertos independientes demostraran que estos puntos fueran falsos. En un modo más extremo, la política de la posverdad puede hacer uso del conspiracionismo.
En el discurso sobre la posverdad y su conexión con la mediación, el foco está en Internet y las redes sociales como espacio predilecto para el engaño y la tergiversación. La posverdad radica en la subordinación y reorganización de los hechos desde ideologías específicas y voluntad política, lo que requiere de un mecanismo de legalización en el que se intente naturalizar la epistemología a partir de las emociones políticas. Estas, barreras de información, deben ser reales.
Las críticas basadas en los hechos de una campaña se atribuyen a un poderoso enemigo ―como el establishment, el Nuevo Orden Mundial, los sionistas o los medios de comunicación dominantes― que supuestamente tratan de desacreditarlo, lo que a su vez aleja a los votantes de estas fuentes de información. En palabras de Noam Chomsky: “La gente ya no cree en los hechos”, y a su juicio, Trump, que ganó en las redes sociales, “representa un grave peligro”. Ha desatado de forma consciente una ola de racismo, xenofobia o sexismo que escondidos pero que potencialmente nadie había legitimado. En esta forma de política posverdad, los rumores falsos (como las teorías de conspiración sobre el certificado de nacimiento o la supuesta religión musulmana del presidente estadounidense Barack Obama) se convierten en temas de noticias importantes.
La política de la posverdad se ha aplicado como una palabra de moda en una amplia gama de culturas políticas: un artículo en The Economist identificó la existencia de política de la posverdad en Austria, Alemania, Corea del Norte, Polonia, Rusia, Turquía, Reino Unido y Estados Unidos.
En 2016, la etiqueta «posverdad» fue especialmente usada para describir la campaña presidencial de Donald Trump, tanto por periodistas y columnistas como por académicos de las áreas de Ciencias Políticas e Historia de Harvard. La explicación de la posverdad también fue utilizada para describir la campaña a favor de la salida del Reino Unido de la Unión Europea en el referéndum de 2016.
Jacqueline Fowks, autora de Mecanismos de la posverdad, señaló en 2018 que la prensa estatal peruana había tenido que hacer frente a la posverdad. Esta prensa intentó aclarar con mayor rapidez las informaciones erróneas. Si bien citó el caso del presidente Martín Vizcarra, señaló que las noticias que difunde son mucho menos exageradas que las de gobiernos anteriores. Fernando Berckemeyer, exdirector de El Comercio, señaló que el término es una reconfiguración de ideas antiguas sobre la manipulación de la opinión pública y que es una moda que acabará pasando.

## Cómo opera
Varias tendencias en el ámbito de los medios de comunicación han sido culpadas por el aumento de la percepción de la posverdad con la falta de rigor y sensibilidad. La confianza en las principales instituciones, incluidas las estructuras gubernamentales y de los principales medios de comunicación, ha alcanzado mínimos históricos en países de todo el mundo. Se ha sugerido que bajo estas condiciones los medios de noticias luchan para ganar tracción ante un público más amplio, y, entonces, los políticos recurren a mensajes cada vez más drásticos.
Los medios sociales añaden una dimensión adicional, ya que las redes que los usuarios crean pueden convertirse en cámaras de eco (posiblemente acentuadas por la burbuja de filtro) donde domina un único punto de vista político y el escrutinio de las reivindicaciones falla, permitiendo la existencia de un ecosistema mediático paralelo de sitios web, editoriales y canales informativos que terminan repitiendo afirmaciones posfácticas sin refutación. En este entorno, las campañas negativas basadas en técnicas de posverdad pueden ignorar los controles de veracidad de los hechos o desestimarlos como motivados por prejuicios.
Muchos medios de noticias están obligados por las normas para garantizar imparcialidad. En algunos casos, esto conduce a un balance falso donde los puntos de vista de las minorías reciben un énfasis indebido y las exageraciones o mentiras contadas durante las campañas políticas no son adecuadamente cuestionadas. Los ciclos de noticias de veinticuatro horas, que requieren informes y análisis constantes, también contribuyen a que los canales informativos recurran repetidamente a las mismas figuras públicas, lo que beneficia a los políticos más conocedores de las relaciones públicas, y conllevaría a que la presentación y la personalidad del entrevistado tenga un impacto mayor en la audiencia que los mismos hechos en análisis, mientras que el proceso de reclamación, derecho a réplica y reconvención puede proporcionar material para varios días de cobertura de noticias a expensas de un análisis más profundo del caso.
La posverdad utiliza para su funcionamiento el microtargeting, una técnica basada en algoritmos que analiza, separa y junta a las personas según su forma de pensar y sus intereses, y ofrece servicios y productos que satisfagan sus deseos para tener así a la gente dividida por ideologías y creencias. Esto provoca que las personas tengan medios de comunicación muy diferentes dependiendo de su manera de pensar. Así, una persona de ideología liberal y una socialista rara vez se informarán con medios que coincidan. Esto es así porque los medios se preocupan más en dar a cada uno su verdad que en dar la verdad de manera objetiva. Esta herramienta está presente en el mundo de la comunicación, y cada vez es más común ver interpretaciones y opiniones subjetivas sobre la realidad de cada uno que la realidad en sí. Así, la combinación entre globalización y la masificación digital ha creado que la realidad sea un mosaico en el que cada uno añade una parte de su verdad. Además, el hecho de que los algoritmos y los sistemas electrónicos analicen las fuentes, las reorganicen y las entiendan ha provocado que estos sistemas inanimados extraigan sus propias conclusiones y aprendan de ellas, cambiando los procedimientos y la manera de presentar la información. De esta manera el usuario que busca información encuentra ideas ya extraídas, y no se le permite razonar y analizar la información para obtener sus propias conclusiones. A esto se le añade el hecho de que cada vez es más común ver noticias repetidas, falsos expertos dando opiniones que confunden a la población y medios de comunicación manchados por bulos, plagios y opiniones enmascaradas como información veraz, lo que dificulta aún más que el ciudadano de a pie se informe.
El sociólogo Félix Ortega cree que el funcionamiento actual de los medios hace que los ciudadanos no puedan diferenciar la verdad de la mentira. Esto se debe a la transformación de la información en propaganda, a la falta de principios y ética y a la persecución continua de intereses privados de quienes controlan los medios de comunicación, que se ven beneficiados al polarizar a la población y así tener un público fiel.

### En español
- Armentia, Iker (2 de diciembre de 2016). «La última pataleta cipotuda de las élites se llama "posverdad"». El Diario.
- Alandete, David (25 de noviembre de 2016). «Cómo combatir la posverdad». El País.
- Forti, Steven (2021). Extrema derecha 2.0. Qué es y cómo combatirla. Prólogo de Enric Juliana. Madrid: Siglo XXI. ISBN 978-84-323-2030-9.
- Garrido Gallardo, Miguel Ángel (5 de abril de 2018). "Posverdad. Qué y porqué de la palabra". ABC
- Gerónimo, Félix (2025). Posverdad. Santo Domingo: Editora Félix Gerónimo. ISBN 978-9945-063-22-6, e-ISBN 978-9945-063-28-8
- Revel, Jean-François (1989). La connaissance inutile [El conocimiento inútil].
- Nogués, Guadalupe (2018). Pensar con otros: una guía de supervivencia en tiempos de posverdad. Buenos Aires, Argentina: ABRE.
- Rubio, Diego (2017). «La política de la posverdad». Política Exterior (176). Archivado desde el original el 25 de abril de 2020. Consultado el 2 de mayo de 2017.
- Villena Saldaña, David (2019). «Era posverdad: Comunicación, política y filosofía». Psicopraxia (1).

### En inglés
- «Post-truth politics: art of the lie». The Economist. 20 de septiembre de 2016.
- Parmar, Inderjeet (2012). «US Presidential Election 2012: post-truth politics». Political Insight 3 (2): 4-7.
- Rabin Havt, Ari (2016). Lies, Incorporated: the world of post-truth politics. Media Matters for America.
- Soldatov, Andrei; Boroganhe, Irina (2015). Red web: the struggle between Russia’s digital dictators and the new online revolutionaries.
- Tallis, Benjamin (2016). «Living in post-truth». New Perspectives. Interdisciplinary Journal of Central & East European Politics and International Relations 24 (1): 7-18.
- Harsin, Jayson (24 de febrero de 2015). «Regimes of posttruth, postpolitics, and attention economies». Communication, Culture & Critique 8 (2): 327-333.